# Coenagrion glaciale
Coenagrion glaciale – gatunek ważki z rodziny łątkowatych (Coenagrionidae). Występuje od północnej europejskiej części Rosji po Rosyjski Daleki Wschód i północno-wschodnie Chiny, prawdopodobnie także w Korei Północnej. Populacje z europejskiej części Rosji i południowego Uralu (od strony azjatyckiej) stanowią prawdopodobnie relikt glacjalny.